# Horë Vranisht
Horë Vranisht é uma comuna (em albanês:  komuna) da Albânia localizada no distrito de Vlorë, prefeitura de Vlorë.